# Paliouriá
Paliouriá är en ort i Grekland.   Den ligger i prefekturen Nomós Grevenón och regionen Västra Makedonien, i den centrala delen av landet, 280 km nordväst om huvudstaden Aten. Paliouriá ligger 555 meter över havet och antalet invånare är 392.
Terrängen runt Paliouriá är varierad, och sluttar västerut. Runt Paliouriá är det glesbefolkat, med 17 invånare per kvadratkilometer. Närmaste större samhälle är Deskáti, 7,3 km sydost om Paliouriá. Trakten runt Paliouriá består till största delen av jordbruksmark.